# Крстатицє
Крстатицє (хорв. Krstatice) — населений пункт у Хорватії, у Сплітсько-Далматинській жупанії у складі громади Загвозд.

## Населення
Населення за даними перепису 2011 року становило 123 осіб.
Динаміка чисельності населення поселення:

## Клімат
Середня річна температура становить 11,46 °C, середня максимальна – 25,25 °C, а середня мінімальна – -2,35 °C. Середня річна кількість опадів – 931 мм.
| Клімат поселення                              | Клімат поселення | Клімат поселення | Клімат поселення | Клімат поселення | Клімат поселення | Клімат поселення | Клімат поселення | Клімат поселення | Клімат поселення | Клімат поселення | Клімат поселення | Клімат поселення | Клімат поселення |
| Показник                                      | Січ.             | Лют.             | Бер.             | Квіт.            | Трав.            | Черв.            | Лип.             | Серп.            | Вер.             | Жовт.            | Лист.            | Груд.            |                  |
| Середній максимум, °C                         | 7,43             | 7,76             | 11,22            | 14,94            | 19,66            | 23,71            | 25,25            | 25,12            | 20,65            | 16,36            | 11,30            | 8,39             |                  |
| Середня температура, °C                       | 2,54             | 2,88             | 6,33             | 10,06            | 14,76            | 18,82            | 21,09            | 20,97            | 16,50            | 12,22            | 7,15             | 4,24             |                  |
| Середній мінімум, °C                          | −2,35            | −2               | 1,44             | 5,16             | 9,88             | 13,93            | 16,94            | 16,81            | 12,34            | 8,05             | 3,00             | 0,08             |                  |
| Норма опадів, мм                              | 81               | 72               | 74               | 79               | 62               | 61               | 41               | 55               | 77               | 104              | 122              | 103              |                  |
| Середньомісячна швидкість вітру, м/с          | 3.05             | 3.45             | 3.44             | 3.18             | 2.82             | 2.52             | 2.50             | 2.40             | 2.70             | 2.85             | 3.42             | 3.53             |                  |
| Середньомісячна сонячна радіація, кДж/м²·день | 5616             | 8219             | 11974            | 16109            | 19823            | 22443            | 24242            | 21479            | 16052            | 10521            | 6088             | 4781             |                  |
| --------------------------------------------- | ---------------- | ---------------- | ---------------- | ---------------- | ---------------- | ---------------- | ---------------- | ---------------- | ---------------- | ---------------- | ---------------- | ---------------- | ---------------- |
| Джерело:                                      |                  |                  |                  |                  |                  |                  |                  |                  |                  |                  |                  |                  |                  |